# Хентшель, Лена
Лена Хентшель (нем. Lena Hentschel; род. 17 июня 2001) — немецкая прыгунья в воду, чемпионка Европы 2021 года, призёр чемпионата Европы. Бронзовый призёр Олимпийских игр 2020 в синхронных прыжках с трамплина.

## Биография
Представляла сборную Германии на чемпионате Европы по водным видам спорта в Глазго. На этом турнире в синхронных прыжках с 3-х метрового трамплина в паре с Тиной Пунцель завоевала серебряную медаль.
На чемпионате Европы по прыжкам в воду в Киеве в 2019 году она завоевала серебряную медаль на 3-метровом трамплине в синхронных прыжках в паре с Тиной Пунцель.
В мае 2021 года на чемпионате Европы. который проходил в Будапеште в Венгрии, Лена в синхронных прыжках с 3-х метрового трамплина в паре с Тиной Пунцель завоевала чемпионский титул, с результатом 307.29 и опередив итальянскую пару на 0,09 балла. 
На Европейских играх 2023 года завоевала серебряную медаль в синхронных прыжках с 3-метрового трамплина.